# Retourenabwicklung

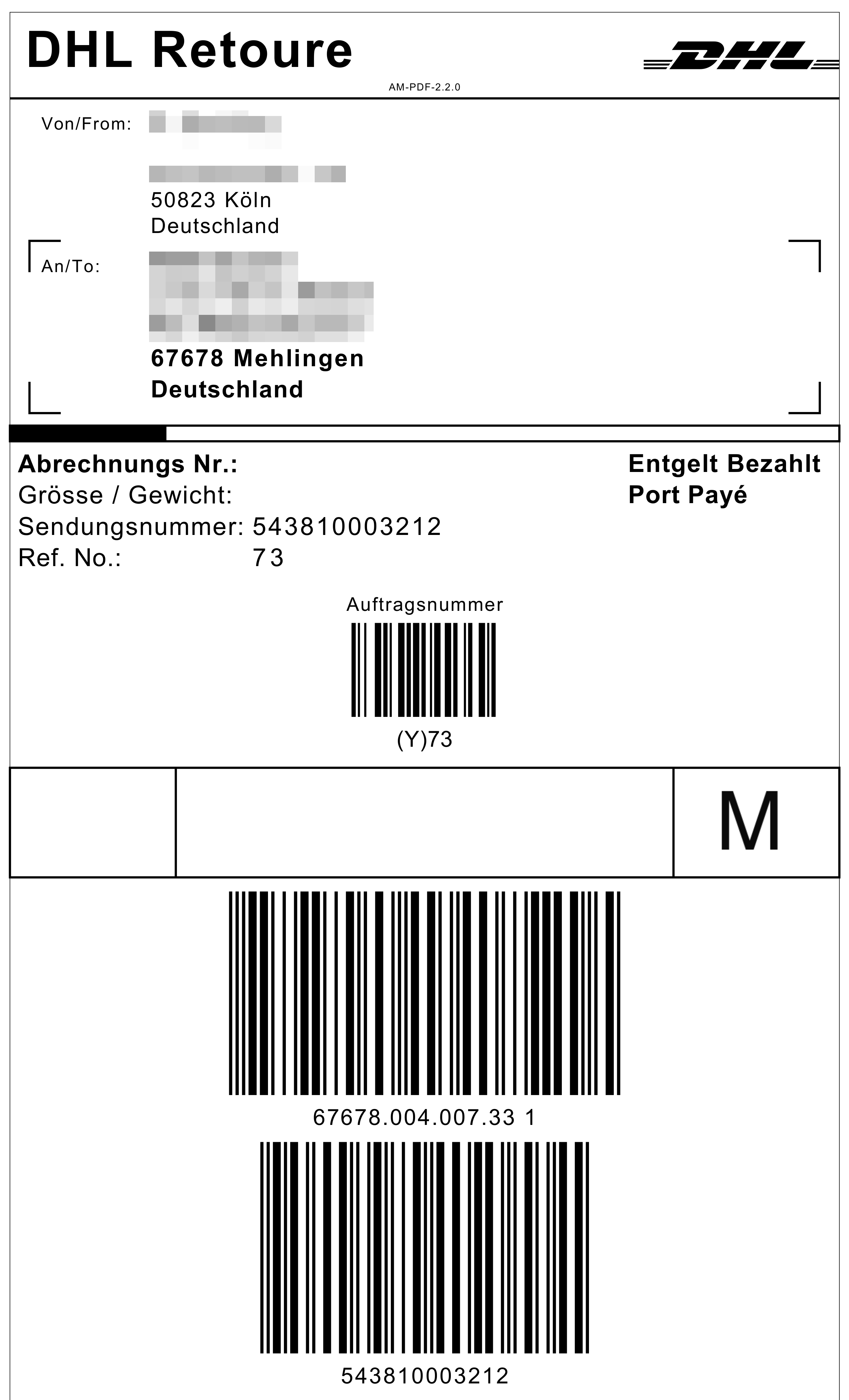
Paketaufkleber für eine Warenrücksendung mittels DHL innerdeutsch

Retourenabwicklung ist der Prozess in der Logistikkette (Supply Chain), der insbesondere im Versandhandel (Online-Handel oder klassisches Kataloggeschäft) wichtig ist.

## Ablauf
Der Prozess beginnt mit der beabsichtigten Rücksendung eines bestellten Produktes eines Kunden. 
Aufgrund des Widerrufsrechts besteht die Möglichkeit, die Waren auch gebraucht an den Händler zurückzusenden.
Häufig können diese Waren nicht unmittelbar wieder als neu verkauft werden.
Daher werden die zurückgesendeten Produkte einer Kontrolle und Aufarbeitung unterzogen, beispielsweise durch Aufdampfen und Bügeln (bei Mode), Fleckentfernung, Neuverpackung. 
Dies nennt man auch Retourenbearbeitung.
Nach der Aufbereitung können die Produkte z. B. wieder als Neuware verkauft werden.
Idealerweise planen Einkäufer diese Mengen mit ein und reduzieren dadurch die Gesamteinkaufsmenge.
Der Prozess beinhaltet jedoch nicht nur die Rücksendung des Artikels. 
Es kann auch ein direkter Austausch der Ware erfolgen. Außerdem ist es sinnvoll, im Prozess die Gründe für die Rücksendung festzuhalten, um dem Vertrieb und/oder der Produktion Daten zur Optimierung zur Verfügung zu stellen.
Die gesamte Organisation dieses Prozesses nennt man Retourenabwicklung.